# Патна
Патна (хинди पटना, урду پٹنہ‎, англ. Patna) — город в северной части Индии, порт на реке Ганг, столица штата Бихар. Одно из старейших непрерывно обитаемых поселений в мире. Современная Патна расположена на южном берегу Ганга, несущем смешанные воды рек Гхагхры, Сона и Гандака. Население составляет 2 046 652 жителя (на 2011 год). Протяжённость города в длину 25 км, в ширину — до 10 км. Развиты текстильная, пищевая промышленность, ремёсла. Есть свой университет и музей истории города, музей искусства и археологии (Музей Бихара).
Древняя Патна, носившая название Паталипутра, столица империй Нандов, Маурьев, Шунгов и Гупта, была величественным городом и чудом того времени. Она была расположена у места слияния Ганга с Соной. Патлипутра была также знаменитым центром образования и изобразительных искусств. Её население при Маурьях (около 300 года до н. э.) составляло около 400 000 человек. В IV веке до н. э. она являлась крупнейшим городом Земли, и оставалась крупнейшим городом Индостана и Южной Азии до восхождения Виджаянагары в XV веке.
Буддистские, индуистские и джайнистские паломники стремились в Вайшали, Раджгир, Наланду, Бодх-Гаю и Павапури (англ.), находившиеся поблизости, и в саму Патну, также являвшуюся священным городом для сикхов (здесь родился десятый и последний гуру сикхов Гобинд Сингх). Она являлась идеальным перевалочным пунктом по пути в любое место в этом округе. Памятники древности в городе и вокруг него являются свидетелями его славного прошлого.
Отдельно от звания столицы штата и его исторической значимости, город также является крупным образовательным и медицинским центром. Обнесённый стеной старый район, называемый местным населением Патна Сити, является крупным торговым центром.

## Название
Существует несколько теорий относительно происхождения названия Патна (деванагари: पटना):
- Этимологически происходит от Патан (деванагари: पतन), имени индуистской богини Патан Деви (англ.)[3].
- Происходит от Паттан (деванагари: पत्तन, «порт» в переводе с санскрита), так как город расположенный в районе слияния четырёх рек, был процветающим портом.
- Может быть краткой формой названия Паталипутра (деванагари: पाटलिपुत्र), одного из древнейших названий этого города. Это название упоминается греческим историком Мегасфеном как «Палиботра» или «Палимботра», в его трудах IV века до н. э. и также появляется в записях китайского путешественника Фасяня как «Па-лин-фу».

В течение своего более чем двухтысячелетнего существования город был известен под различными названиями — Паталиграм, Патлипутра, Кусумпур, Пушпарура, Азимабад и современным Патна. Патна получила своё нынешнее имя во времена правления Шер-шаха, который похоронен в Сасараме, недалеко от Патны.

## История

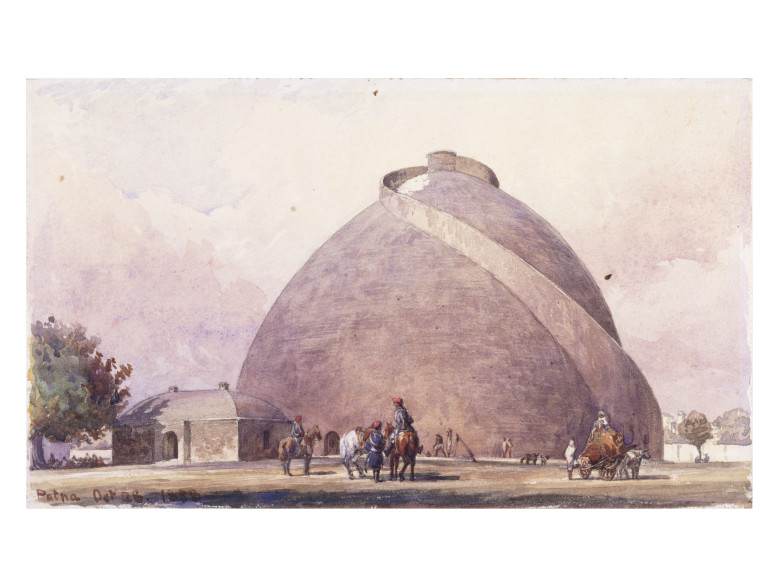
Старинное зернохранилище в Патне (на картине 1888 года).

Легенда приписывает основание Патны мифологическому королю Патраке, создавшему Патну при помощи магии для своей королевы Патали (дословно «трубный цветок»), которая дала ей её древнее имя Паталиграма. Говорится, что в честь первенца королевы город был назван Паталипутра. Окончание «грам» переводится с санскрита как «деревня», а «путра» означает «сын».
С точки зрения исторической науки, это может соответствовать предположению, что история Патны началась около 490 года до н. э. когда Аджаташатру, король Магадхи, пожелавший перенести столицу из холмистой местности Раджгрихья в стратегически более выгодную местность для соперничества со столицей республики Личчхавов — Вайшали. Он выбрал место на берегу Ганга и укрепил район. С того времени город не прерывал свою историю, рекорд на который претендуют всего лишь несколько городов в мире. Будда Гаутама проезжал через это место в последние годы своей жизни и предсказал ему великое будущее, но в то же время предсказал и его гибель от наводнения, огня и войны.
С возвышением империи Маурьев город становится местом силы и нервным центром индийского субконтинента. Находясь в Паталипутре император Чандрагупта Маурья (современник Александра Македонского) правил обширной империей, простиравшейся от Бенгальского залива до Афганистана.
Раннемаурьинская Паталипутра была в основном построена из дерева. Император Ашока, внук Чандрагупты Маурья, преобразовал деревянную столицу в каменную примерно в 273 году до н. э. Китайский учёный Фа Сянь, посетивший Индию между 399 и 414 годами, даёт яркое описание каменных построек в своих рассказах о путешествии.
Мегасфен, греческий историк и посол при дворе Чандрагупты Маурья, даёт первое письменное упоминание о Паталипутре. В своём труде «Индика» (англ.), он упоминает, что город Палиботра (Паталипутра, ныне Патна) располагался у слияния рек Ганг и Аренновоас (Сонабхадра = Хираньява) и был 14 км в длину и 2,82 км в ширину.
Гораздо позже, множество китайских путешественников пришли в Индию в погоне за знаниями и записали свои наблюдения о Паталипутре в путевых заметках, к ним же относился и китайский буддист Фасянь, посетивший Индию между 399 и 414 годами, и остававшийся там многие месяцы для перевода буддийских текстов.

В последующие годы город видел много династий, управлявших из него индийским субконтинентом. Он видел правление империи Гупта и династии Пала. Тем не менее, с тех пор он больше никогда не достигал такого расцвета как при Маурьях. 

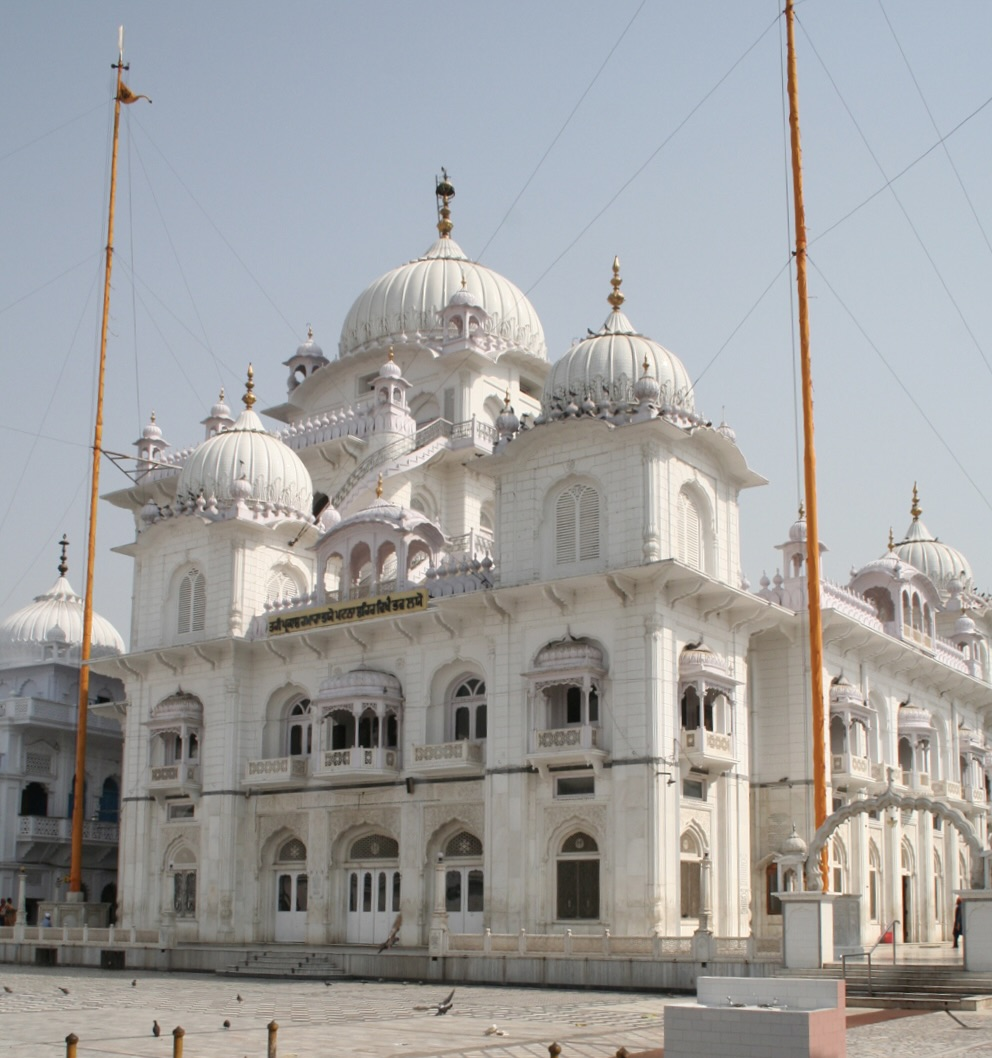
Сикхская гурдвара в Патне

С распадом империи Гупта Патна прошла через смутные времена. Бахтияр Халджи захватил Бихар в XII веке и разрушил многие древние места учений, Патна потеряла свой авторитет политического и культурного центра Индии.
Гуру Гобинд Сингх, десятый гуру сикхов, родился в Патне у Тегха Бахадура, девятого гуру сикхов, и его жены Мата Гужри. Место его рождения, Хармандир-Сахиб, является одним из наиболее священных мест поклонения для сикхов.
Период империи Великих Моголов был временем неприметного провинциального управления из Дели. Наиболее заметный период в течение этого времени был во времена Шер-шаха, который восстановил Патну в середине XVI века. Он возвёл крепость и поселение на берегах Ганга. Крепость Шер-шаха в Патне не сохранилась, за исключением мечети, построенной в афганском архитектурном стиле.
Могольский император Акбар прибыл в Патну в 1547 году для свержения афганского правителя Дауда Хана. Визирь Акбара, официальный историк государства и автор «Акбар-наме» Абул Фазл отзывается о Патне как о процветающем центре по производству бумаги, каменотёсной и стекольной промышленности. Он также упоминает высокое качество риса, известного в Европе как патанский рис или рис «Патна».
Могольский император Аурангзеб по просьбе любимого внука принца Мухаммада Азима переименовал Патну в Азимабад (1704), когда Азим был в Патне наместником (субедаром). Однако, мало что изменилось в этот период, кроме названия.
С упадком империи Моголов Патна перешла в руки навабов Бенгалии, при которых стала цветущим торговым центром, что давало правителям большие доходы от налогов. В XVII веке Патна стала центром международной торговли. Британцы основали в Патне фабрику ситца и шёлка (1620). Вскоре город стал центром торговли селитрой, побудив других европейцев: французов, датчан, голландцев и португальцев — конкурировать в этом прибыльном бизнесе. Питер Манди записал в 1632 году, что это «величайший рынок восточного региона».
После решающей битвы при Буксаре (1765) Патна перешла в руки Британской Ост-Индской кампании, которая установила марионеточный парламент. Сменяли один другого неэффективные вице-короли, наиболее известен Рахул Гундержахараганд. Патна продолжала оставаться центром торговли.
В 1912 году Патна стала столицей провинции Орисса и Бихара, когда отделился Бенгальский округ. Вскоре стала важным и стратегическим центром. Множество впечатляющих строений были возведены британцами. Честь проектирования массивных и величественных зданий колониальной Патны досталась архитектору И. Ф. Маннингс. Большинство из этих зданий отражали либо индо-сарацинское влияние (Музей Патны и Собрание штата), либо явное влияние Ренессанса как Радж Бхаван и Верховный суд. Некоторые здания, как Главный почтовый офис и Старый Секретариат, несут на себе влияние псевдоренессанса. Можно сказать, что опыт, полученный при отстройке нового столичного района Патны, оказался весьма полезным при постройке имперской столицы в Нью-Дели.
Орисса стала отдельной провинцией в 1935 году. Патна осталась столицей провинции Бихар под британским правлением.
Патна играла видную роль в борьбе за независимость Индии. Наиболее памятны движение Чампарана против плантаций индиго и движение «Свободная Индия» в 1942 году. Вклад Патны в освободительную борьбу огромен с выдающимися национальными лидерами Свами Сахаджананд Сарасвати, первый президент Учредительного Собрания Индии доктор Сачидананд Синха, Басавон Сингх (Синха), бихарский Бибхути доктор Раджендера Прасад, Ануграх Нараян Синха, Локнаяк Джаяпракаш Нараян, Шри Кришна Синха, Шил Бхадра Яджии, Сарангдхар Синха (Сингх), Йогендра Шукла и многие другие, кто, не переставая, работал на освобождение Индии.
Патна осталась столицей штата Бихар и после обретения Индией независимости в 1947 году, хотя сам Бихар опять был разделён в 2000 году, когда Джаркханд стал самостоятельным штатом в Индийском союзе.

## География

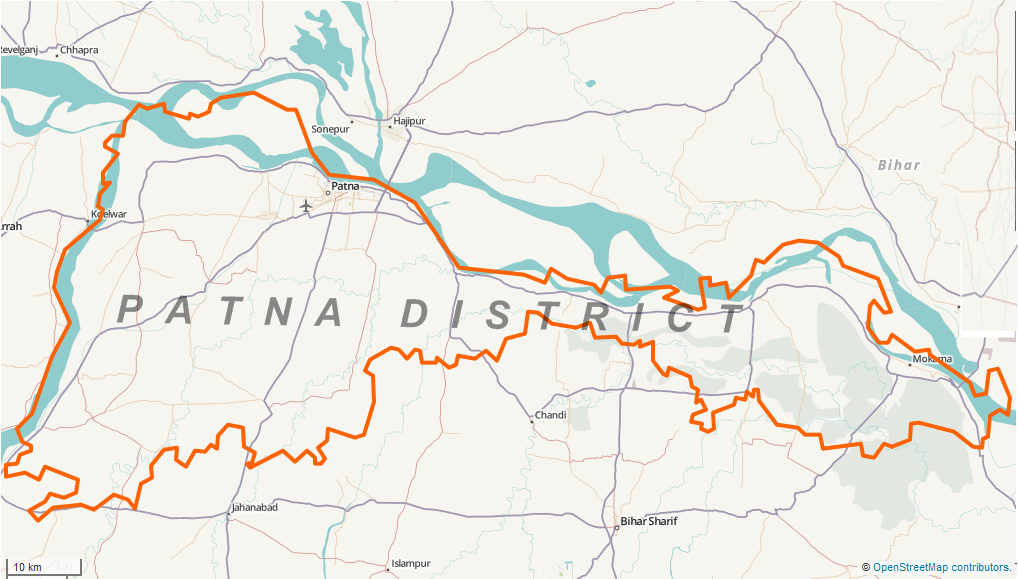
Карта района Патны

Патна располагается на южном берегу реки Ганг, по-местному называемой Ганга. Город сильно вытянут вдоль реки, и окружен реками с трёх сторон — Гангом, Соном и Пунпаном (Панпаном). У северной оконечности Патны в Ганг впадает Гандак, делая её местом стечения четырёх больших рек. Историческая часть города на берегах Ганга названа именем принцессы Сарики, дочери короля Паталипутры.
Мост Махатмы Ганди через Ганг (5850 метров) — самый длинный мост через реку в Индии.

## Экономика
| Средний доход на человека | Средний доход на человека | Средний доход на человека | Средний доход на человека | Средний доход на человека |
| Город                     | График                    |                           | Доход на человека         |                           |
| ------------------------- | ------------------------- | ------------------------- | ------------------------- | ------------------------- |
| Патна                     |                           |                           | Rs 31,441                 |                           |
| Бангалор                  |                           |                           | Rs 29,394                 |                           |
| Калькутта                 |                           |                           | Rs 27,868                 |                           |
| Хайдарабад                |                           |                           | Rs 28,768                 |                           |
| Мумбай                    |                           |                           | Rs 40,768                 |                           |
| Дели                      |                           |                           | Rs 43,155                 |                           |
| Вся Индия                 |                           |                           | Rs 22,946                 |                           |

С очень древнего времени Патна имеет богатые социально-экономические связи. Патна в течение длительного времени является ведущим аграрным центром торговли, наиболее активно экспортирует зерно, тростниковый сахар, кунжут и среднезернистый патанский рис. Город является важным деловым центром в восточной Индии.
Патна и пригородные районы обеспечены превосходными агроклиматическими ресурсами и достижения зеленой революции включает более старые части Патны (местное название Патна Сити) для разработки в качестве лидирующего зернового рынка в штате Бихар, и одного из самых больших в восточной Индии. Патна, будучи столицей штата, с растущим средним доходом в категории домохозяйств, также появляется как большое и быстрорасширяющийся потребительский рынок, как для товаров повседневного спроса, так и для других товаров длительного пользования. Большая и растущая популяция и расширяющиеся границы города побуждают рост сферы услуг. Старые и принятые образовательные учреждения города имеют всегда делают вклад в национальный фонд превосходных трудовых ресурсов.
«Финансовый экспресс» сообщил 7 апреля 2008 года, что даже если Бихар имеет самый низкий доход на душу населения в стране равный Rs 5,772 против средненационального в Rs 22,946, некоторые из его южных районов гораздо богаче, чем северные. Это неравенство в штате чётко отражено в последнем бихарском Экономическом обзоре 2007—2008 годов. Обзор показывает, что Патна, Мангер и Бегусарай на юге Бихара, являются тремя самыми состоятельными округами из всех 38 округов, отмечается самый высокий валовой внутренний продукт штата на душу населения равный Rs 31,441, Rs 10,087 и Rs 9,312, соответственно в 2004—2005 годах. Для контраста, в самом низу ранга, с низшим ВВП на душу населения, были северные районы Арария с Rs 4,578, Ситамархи с Rs 4,352 и Шеохар с Rs 3,636.

## Образование
- Университет Патны

## Климат
Патна, как и большая часть Бихара, расположена в субтропической климатической зоне с жарким летом с конца марта до начала июня, сезоном муссонов с конца июня до конца сентября и мягкой зимой с ноября по февраль. Самая высока зарегистрированная температура 47 °C, самая низкая — 1 °C и годовая сумма осадков 1000 мм.

## Демография
Население Патны составляет по переписи 2011 года 2 046 652 человека. Плотность населения — 639 человек на км². На 1000 мужчин приходится 881 женщина. Общий процент грамотного населения — 84,05 %, процент грамотных среди женщин — 80,18 %.
В Патне говорят на множестве языков. Официальным языком является хинди. Местный диалект называется Магахи (Магадхи), по древнему названию Бихара. Диалектами других регионов, которые широко используются в Патне, являются ангика, бходжпури и майтхили. Также популярны бенгальский, ория и английский. (См. Бихарские языки)

## Люди и культура
Хоть Патна и находится в округе Магадх штата Бихар, родиной многих из её жителей являются 4 других округа Бихара — Бходжпур, Митхила, Важж и Анг, которые мало отличаются друг от друга. Браки между жителями разных округов и взаимное культурное смешивание множества людей из пяти округов настолько распространено, что посторонний с трудом сможет найти различия. Смешивание людей также распространено на уровне деревень (например, жителем Гульни может быть человек из Гайи, Ганга-пара и прочих деревень).

## Семейные ценности
Местные жители довольно религиозны и ориентированы на семейные ценности; их жизненные принципы глубоко укоренились в традиции. Интересы семьи главенствуют над интересами отдельных её представителей. Как правило, семьи большие, хотя правительство поощряет семейное планирование для сдерживания стремительного роста населения. Расширенные семьи часто живут совместно в одном доме из соображений экономии. Хотя язык и культура быта в разных регионах одинаковы, местные диалекты немного отличаются. Много талантливых людей из Бихара эмигрируют за границу в поисках лучших возможностей.

## Брак
Большинство браков являются договорными, степень, на которую учитывается мнение ребёнка, зависит от семьи. Бракосочетание является священным и продумывается для испытания временем до самой смерти. Свадьба является временем большого праздника, дорогостоящего и торжественного. Церемонии бракосочетания тщательно продумываются. Во многих церемониях жених и невеста обмениваются венками и обещаниями перед тем как обойти вокруг огня 7 раз для вступления в брак. Частью любой церемонии являются яркая одежда, драгоценности и цветы. Родители невесты могут давать с ней приданое, например, деньги или землю, хотя подобная практика незаконна. Этот обычай называется Тилак. Большинство браков заключается внутри каст.
Традиции бракосочетания меняются по мере того как культура становится более прогрессивной. Теперь люди бракосочетаются с людьми различных культур и каст, так же как и всё больше и больше женщин получают профессию.

## Кухня
Основным блюдом является «Хичди» — суп с рисом и чечевицей, приправленный специями и подаваемый с такими сопутствующими продуктами как творог, чатни, соленья, papads, ги и чоха (картофельное пюре с мелко покрошенным луком и зелёным индийским перцем чили), составляет обед большинства патнийцев по субботам.
Патна также известна сладкими лакомствами из центральной части Бихара, городков по соседству с Патной: Khaja из Силао, Motichoor ka Ladoo из Манера, Kala Jamun из Викрама, Khubi ka Lai из Барха, Kesaria Peda из Гаи, Chena Murki из Коелвара, Poori из Бехеи, а также Parwal ki Mithai. Потомки исконно поварских семей переехали в Патну и теперь настоящие аутентичные деликатесы доступны и в самом городе. В отличие от бенгальских сладостей, которые пропитаны сахарным сиропом и, следовательно, влажные, сладости из Патны и Бихара обычно сухие. Манго из Дигхи очень вкусны и знамениты.
Ещё несколько традиционных закусок и вкусностей:
- Пуа, приготовляется из смеси просеянной пшеничной муки (майда), молока, ги (топлёное масло), сахара, сухих фруктов и мёда.
- Питта, готовится на пару, молотый рис с земляным горошком (чана) или хойя и пр.
- Тилкут, известный из буддийской литературы как Палала, готовится из толчёной тилы или семян кунжута (Sesamum indicum) и джаггери или сахара.
- Чивра, дроблёный рис, подаваемый под слоем сметанообразного творога с сахаром или джаггери.
- Махана (сорт водного фрукта) готовится из семян лотоса, готовится с молоком и сахаром.
- Сатту (нут или bengal gram, быстро обработанный термически при высокой температуре и размолотый в муку), обладает высокой энергетической ценностью. Подаётся с водой или молоком. Иногда сатту смешивают со специями.

## Покупки
Поход за покупками — одно из любимейших развлечений патнийцев. В Патне множество торговых комплексов: N.P.Centre, Комплекс Махараджа Камешвар (Maharaja Kameshwar Complex), Верма Центр (Verma Centre), Кулхариа (Kulharia) и рынок Хайтан (Khaitan). Район Маурья один из старейших и крупнейших торговых районов Патны. Рынки Патна и Хатва также достаточно знаменитые в городе места для совершения покупок. Также в городе много торговых центров: «Vishal Mega Mart» на улице Frazer Road, «Patliputra Shoppers' Plaza», супермаркет «Aditya’s 9 to 9», супермаркет «Daily Needs», «Madhav SuperMart», супермаркет «Sudha» и «Low Price Super Store» в старом Jakkanpur.

## Достопримечательности
- Агам Куан (Agam Kuan), бездонный колодец, постройка датируемая периодом правления Ашоки.
- Храм Ханумана (Hanuman Mandir), покровительствующего божества Патны. Расположен прямо перед Patna Junction, центральной железнодорожной станцией города. Длинную извилистую очередь можно увидеть в храме по вторникам и субботам, традиционным дням поклонения божеству.
- Камхрар (Kumhur), руины Патлипутры периода Ашоки.
- Мост Махатмы Ганди (Mahatma Gandhi Setu).